# Kozie Skały (Żurawnica)
Kozie Skały – skupisko skał na grzbiecie Żurawnicy w Beskidzie Małym. Znajdują się na północno-zachodnich stokach grzbietu Żurawnicy, na długości około 0,5 km. Jest to największe skupisko wychodni skalnych w całym Beskidzie Małym. Niektóre z nich mają wysokość wielu metrów, tworzą baszty, ambony i inne rodzaje formacji skalnych. Znajdują się w nich okapy, pionowe, a nawet przewieszone ściany, schroniska skalne i niewielka jaskinia Lisia Nora (5,5 m długości).
Kozie Skały stanowią dużą atrakcję geoturystyczną. Znajdują się w Centralnym Rejestrze Geostanowisk Polski gromadzącym informacje o najcenniejszych krajowych obiektach przyrody nieożywionej. Są też atrakcją w zakresie botanicznym. W 1962 r. botanicy znaleźli tutaj skalnicę gronkową – roślinę poza tym stanowiskiem niespotykaną w okolicy, ponadto rosła ona na podłożu piaszczystym, podczas gdy wszędzie rośnie na podłożu wapiennym. Być może przyczyną tego jest fakt, że Kozie Skały zbudowane są nie tylko z piaskowców magurskich, ale także z piaskowców ciężkowickich z dużą domieszką wapieni. W szczelinach skalnych Kozich Skał rosną także paprocie – zanokcica murowa i zanokcica zielona. Skały porastają obficie mchy, wśród gatunków pospolitych są także rzadkie. Planuje się utworzenie tutaj rezerwatu przyrody.
Wzdłuż Kozich Skał poprowadzono szlaki turystyczne.
Szlaki turystyczne
 Krzeszów – Kozie Skały – Cyrchel – Gołuszkowa Góra – Lipska Góra – Sucha Beskidzka

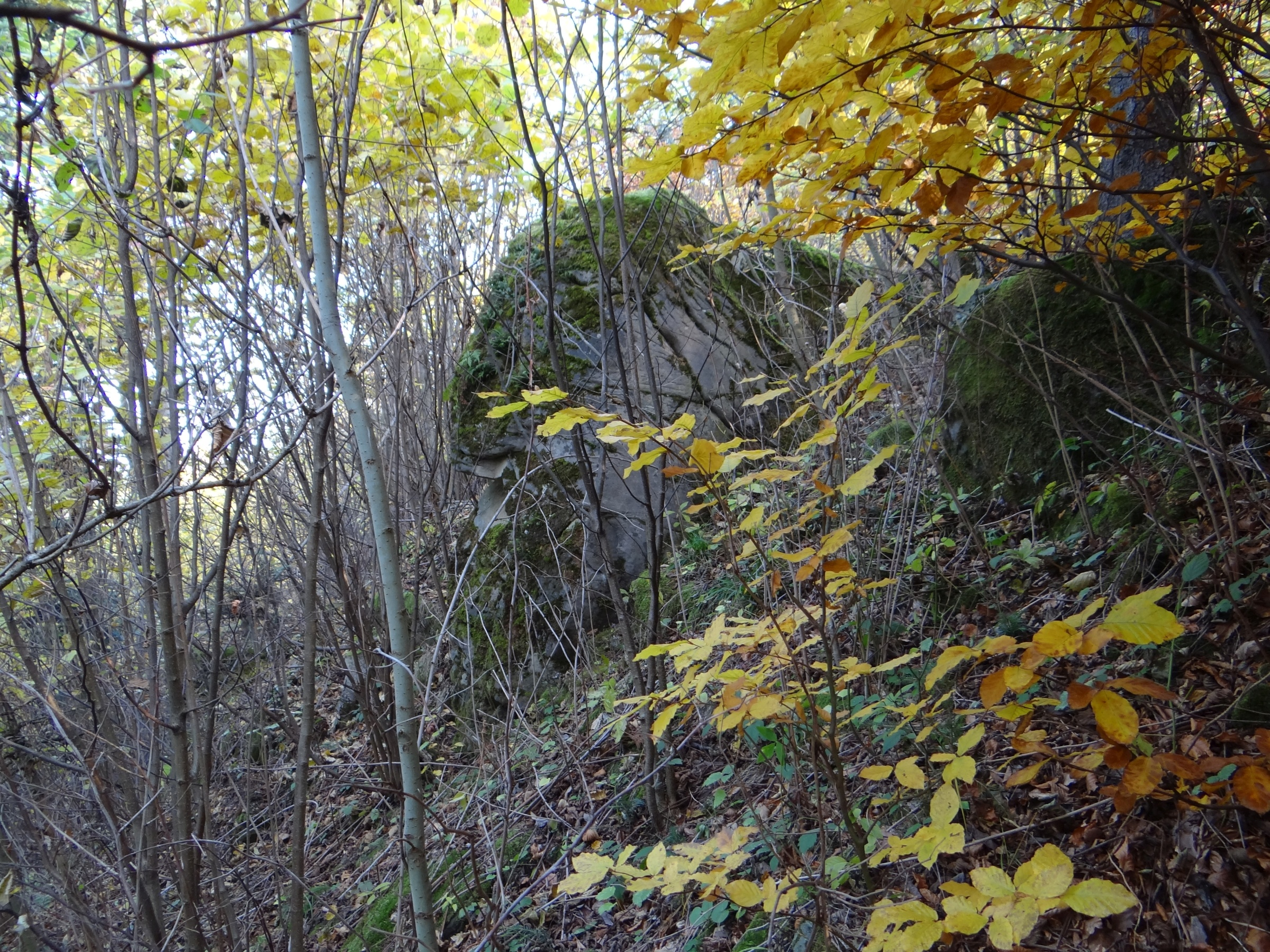
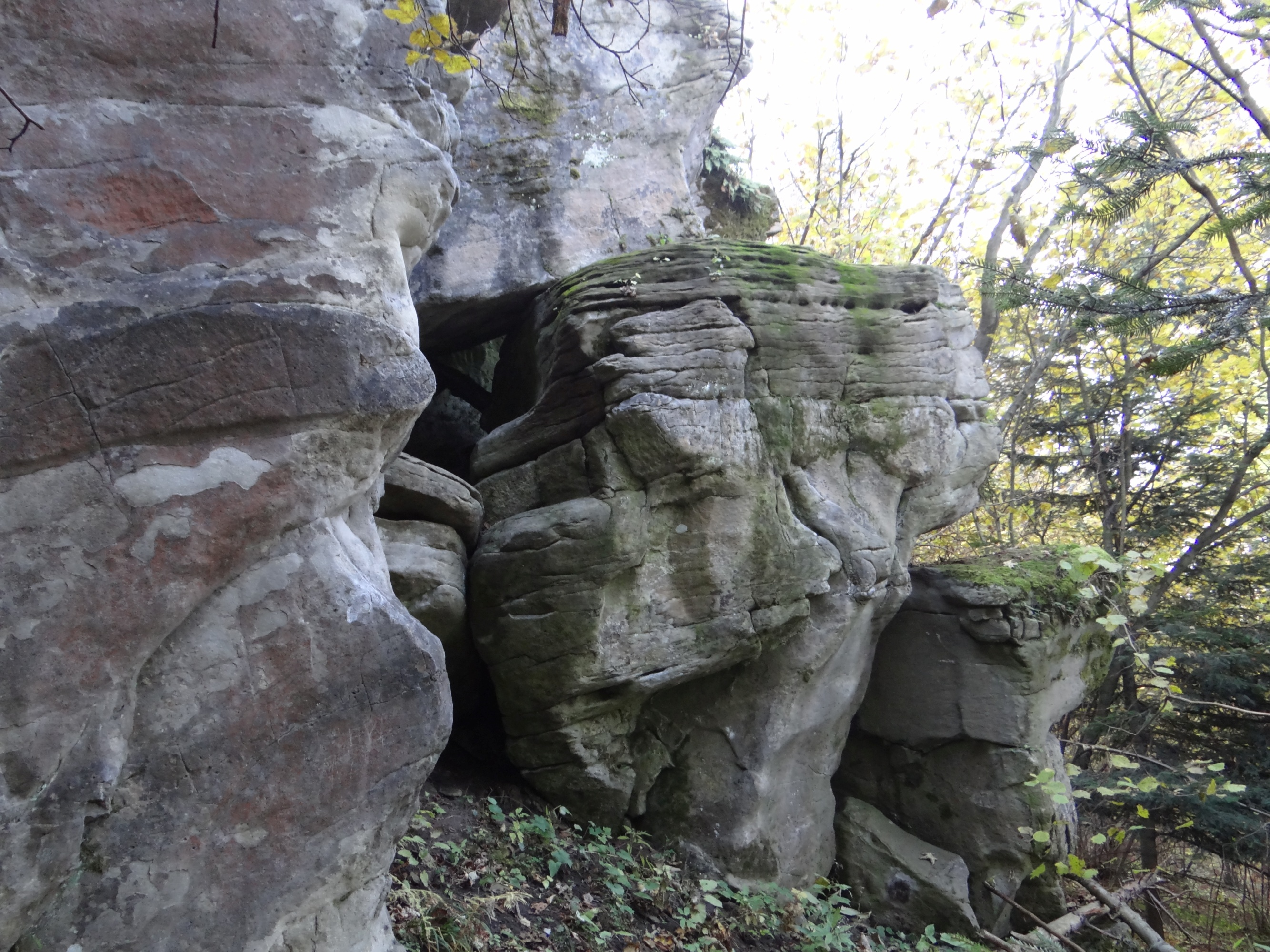
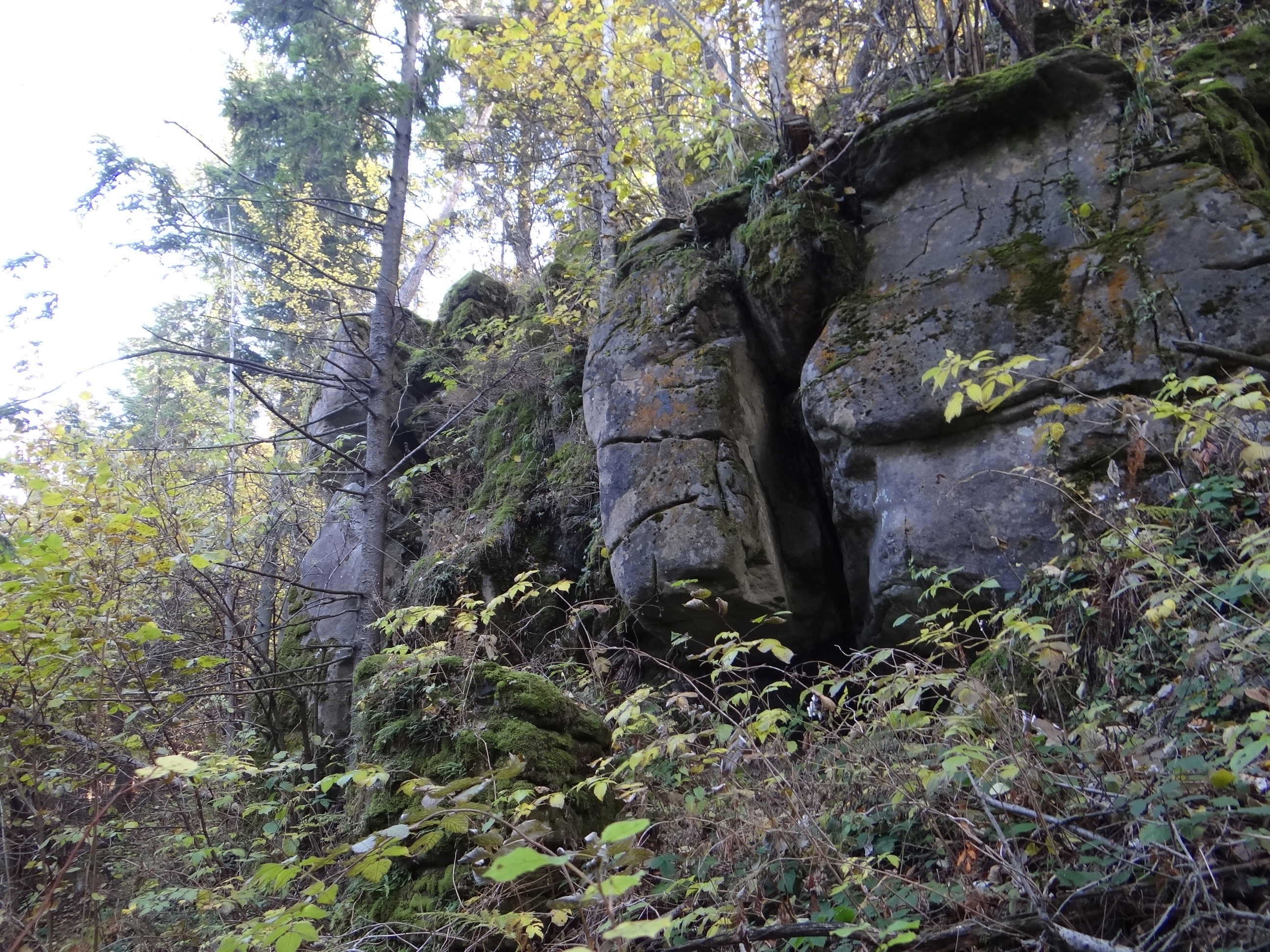
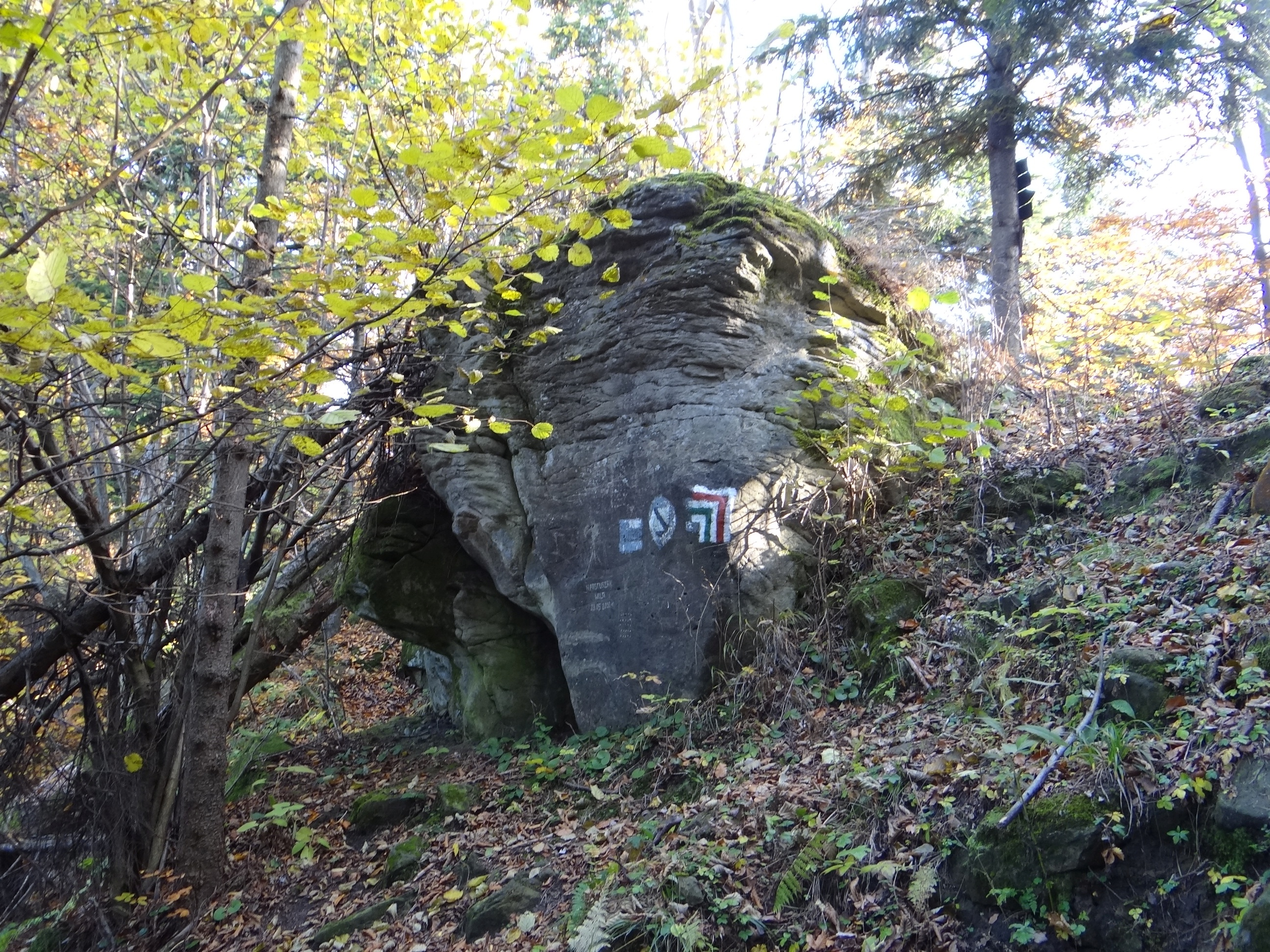

 Mały Szlak Beskidzki.